# Divja Slovenija
Divja Slovenija je slovenski naravoslovni dokumentarni film iz leta 2021, ki govori o pestrosti slovenskega rastlinstva (flore) in živalstva (favne) ter predstavlja različne slovenske pokrajinske tipe.

## Produkcija
Dokumentarec Divja Slovenija je nastal v režiji profesionalnega fotografa in snemalca Mateja Vraniča, ki ima s snemanjem prostoživečih živali izkušnje že od svojega prejšnjega dokumentarnega filma Ptice jezer: njihova vrnitev. Scenarij sta ustvarila Matej Vranič in Marjan Žiberna, dokumentarni film pa je nastal v produkciji FOTOKOM in koprodukciji Radiotelevizije Slovenija. Prizore iz narave s pripovedovanjem spremlja Jure Longyka. Ekipa naj bi na terenu preživela 127 snemalnih dni.
Pri nastajanju dokumentarnega filma je pomembno vlogo imela tudi strokovna pomoč, ki je zagotovila ustreznost predstavljene vsebine. Ustvarjalcem so s svojim znanjem pomagali številni biologi, lovci in drugi naravovarstveniki.
Premierno so dokumentarec prvič predvajali 28. avgusta v Arboretumu Volčjem Potoku, kjer si ga je ogledalo približno 400 obiskovalcev.

## Zgodba
Dokumentarni film se osredotoča na izbran nabor predstavnikov slovenskega živalstva, predstavljenih pa je tudi nekaj tipičnih slovenskih rastlinskih vrst. Ob obravnavi živih bitij ustvarjalci v filmu hkrati orišejo tudi pestrost slovenskih pokrajin.
Prikazanih je pet različnih ekosistemskih tipov; mednje sodijo slovenske Alpe, videti je moč tako dinarske gozdove kot tudi panonske nižinske predele, prav tako se obravnava kraški podzemni svet in morski živelj slovenskega Jadrana. Nekaj živali so ustvarjalci posneli v urbanih ekosistemih, v neposredni bližini človeških domov.
V dokumentarcu je moč zapaziti več kot 50 živalskih vrst. Večji delež posnetih živali predstavljajo v glavnem ptiči (npr. belka, belorepec, planinski orel, pinoža, bela štorklja, ruševec, divji petelin) in sesalci (npr. alpski kozorog, rjavi medved, sivi volk, jazbec, rdeča lisica, kuna belica, bober), podanih pa je tudi nekaj dobro poznanih dvoživk (npr. človeška ribica, planinski močerad, plavček), rib (npr. krap, kaval, evropski som, evropska ščuka) in žuželk (npr. rogač, hrošč drobnovratnik, bukov kozliček, močvirski lebduh). Med rastlinskimi vrstami so bile prikazane denimo Zoisova zvončica, planika, močvirski tulipan in sibirska perunika.